# Pristina

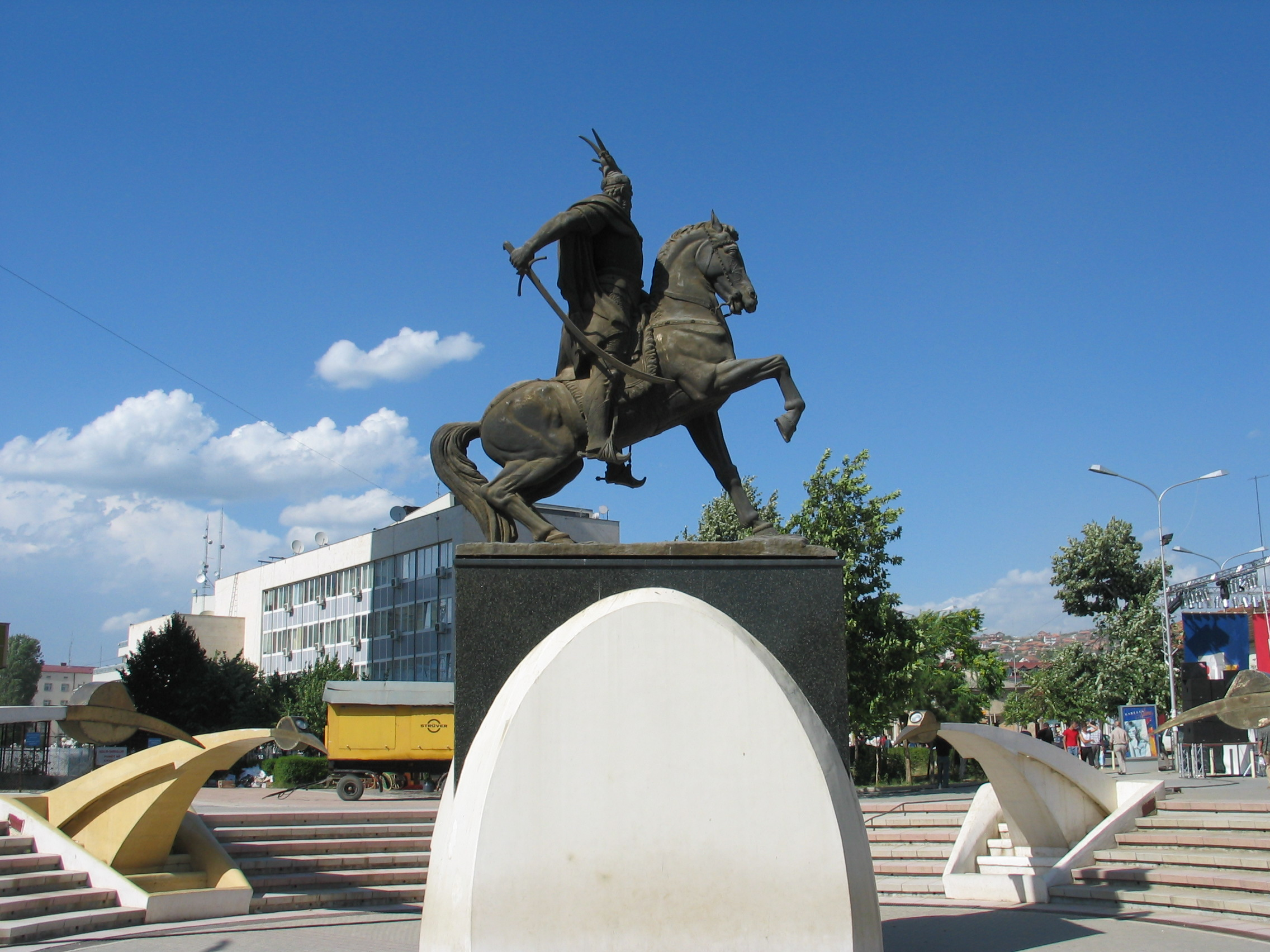
Estàtua de "Skanderbeg" a Pristina.

Pristina (Prishtinë o Prishtina en albanès, Приштина, Priština en serbi) és la capital i la ciutat més gran de Kosovo, territori de facto independent des de la seva declaració d'independència del febrer de 2008. Té una població d'entre 500.000 i 600.000 habitants, majoritàriament d'ètnia albanesa, però també turcs, serbis, bosnians i romanesos; és la segona ciutat albanesa en termes absoluts.
El topònim sembla derivar de l'eslavònic dialectal * pryščina, 'deu d'aigua'. Entre els serbis és popular la pseudoetimologia prišt ('tumor' o 'úlcera' en serbocroat), que s'atribueix com a nom originari del riu que passa per la ciutat (el Prištevka, afluent del Sitnica).
La ciutat és la seu del protectorat de l'ONU per Kosovo així com del govern interí, la Universitat de Pristina i l'Aeroport Internacional de Pristina.

## Història
Hi ha restes d'habitació del Neolític (vers 3000 - 2500 aC) i de l'edat del bronze i de ferro. Al segle iv aC consten les primeres colònies il·líries.
Sota domini romà fou un encreuament de camins entre Naïssus, Lissum i Skupi i entre les regions de Dalmàcia i el que avui és Bòsnia. Durant l'Imperi Romà, al segle ii, a 15 quilòmetres al Sud de la moderna Pristina va existir - hi una extensa ciutat anomenada Ulpiana (moderna Lipljan) que fou centre de la província de Dardània. La ciutat va ser destruïda durant les invasions bàrbares al segle v, però seria restaurada per l'Emperador Justinià I i va ser capital de la província Justinana Secunda. En l'actualitat, la ciutat de Lipljan se situa sobre aquella antiga ciutat romana, on encara poden observar - se les restes de les construccions originals. La ciutat va desaparèixer un segle després amb les invasions dels eslaus.
Després de la caiguda de Roma, Pristina va néixer de les ruïnes de l'antiga ciutat romana i a causa de la seva estratègica ubicació geogràfica va ser localitzada com una ruta que conduïa cap a totes les direccions dels Balcans. Per aquesta raó, es va convertir en un centre comercial important, instal·lant - se com un dels camins fonamentals per al comerç a Europa del Sud - est. També fou el centre de l'anomenada després plana de Kosovo, un autèntic graner agrícola de la regió.
Durant el regnat de Milutin (1282 - 1321), el regne de Sèrbia, a causa de la prosperitat de la zona, trasllada la capital de l'estat cap a Pristina. En aquest temps va començar l'explotació minera. Fou residència habitual d'Esteve Urosh III (1321 - 1331) i el seu fill Esteve Urosh IV conegut com a Esteve Dušan o Dušan Silni (Dušan el Fort, 1331 - 1355). El 1342 va rebre al palau de la ciutat al futur emperador Joan VI Cantacuzè quan va fugir de Constantinoble. Va restar capital sota Esteve Urosh V (1355 - 1371) però després, davant l'amenaça otomana, la capital va passar més al nord, a Kruševac i més tard a Belgrad i Pristina va quedar com a capital del gendre de l'emperador (de fet príncep) serbi Lazar, que es deia Vuk Branković (mort el 1398) que la va dominar fins i tot després de la decisiva batalla de Kosovo (prop de Pristina) el juny de 1389, quan l'exèrcit Otomà va derrotar amb decisió a l'exèrcit de coalició dels prínceps dels Balcans. Posteriorment, tota Sèrbia seria conquistada pels turcs el 1459. Els prínceps reals serbis van seguir residint a Pristina fins als primers anys del segle xv.
Al segle xv, l'època del despotat serbi, hi havia una important colònia de comerciants de la república de Ragusa que fou afavorida pel dèspota Jordi Branković amb drets de duana (1414 i 1415). A Pristina se celebraven en aquest temps diversos tornejos cavallerescs en que participaven locals i estrangers, especialment els nobles ragusians. El despotat va caure el 1439 i els otomans hi van instal·lar com a delegat a Isa Bey de Skoplje, fill d'Ishak Bey; des de 1448 hi havia a la ciutat un cadi turc. El 1455 va ser annexionada definitivament a l'Imperi Otomà i els palaus dels reis serbis foren destruïts. Es van iniciar les primeres construccions turques. Pristina fou centre d'una nahiya i la preponderància política regional va passar a Vučitrn que fou la seu del sandjak del seu nom (ja abans del 1462). La presència de la colònia ragusiana i la proximitat a algunes mines de plom i cinc li va permetre conservar importància econòmica.
L'escriptor albanès, Pjetër Bogdani, va viure i va treballar a la ciutat. Va publicar el seu primer llibre Çeta i Profeteve (La banda dels profetes) el 1555. Durant l'Imperi Otomà, la ciutat prenia cada vegada més un caràcter turc musulmà, convertint a gran part dels pobles eslaus i albanesos a l'islam. Al segle xvii (1661) la va visitar Evliya Çelebi que la defineix com kadilik amb 2.060 cases; l'arquebisbe catòlic de Sofia i Skoplje (que era d'origen albanès) Pjeter Bogdani, la va vistar el 1685 i diu que la ciutat tenia més de 3.000 cases i que no estava fortificada. Va patir greus danys durant la guerra de la Santa Lliga (1683 - 1699) entre Turquia i Àustria especialment el 1689 amb la ràtzia del general imperial Piccolomini que la va ocupar (també va ocupar Skoplje) amb ajut de rebels locals serbis dirigits pel patriarca Arsenije III Čarnojević i rebels catòlics albanesos manat per l'arquebisbe Pjeter Bogdani. La pesta que es va declarar va matar milers de persones i entre ells al general imperial i a l'arquebisbe i va causar la retirada urgent de les tropes austríaques (1690). Per temor a les represàlies otomanes la població sèrbia va fugir en massa cap al nord. Aquest fet es va repetir el 1737 en ocasió d'una nova guerra entre Àustria i Turquia, aquesta vegada els serbis manats pel patriarca Arsenije IV Jovanović Šakabenta; fou llavors quan els serbis es van instal·lar a diversos punts d'Hongria i milers de musulmans albanesos es van establir a la regió amb el suport otomà. Durant el segle xviii la decadència de Pristina fou considerable, destacant la pesta de 1707 i la guerra de 1737, al final de la qual la colònia de Ragusa va abandonar la ciutat. El poder local va quedar en mans en aquest temps d'una família albanesa, els Gjinolli o en albanès Gjinollëve i serbi Džinići, i es va formar un pashalik hereditari que va durar un segle. Al final del segle xviii Pristina estava fortificada i tenia uns 7.000 habitants, sent la residència d'un paixà.
El 1812 França hi va obrir un consolat i després ho van fer altres estats (Sèrbia el 1889). El 1836 tenia uns 9.000 habitants i les xifres per aquest segle van oscil·lar entre aquesta quantitat i els 12.000. El 1859 i 1863 va patir devastadors incendis. Fou un segle de poca activitat i de decadència. Els albanesos van rebutjar el 1873 que la línia fèrria passés per la ciutat el que va accentuar el retard en quedar tallades per aïllament les relacions comercials amb Sarajevo i Skadar. Des de l'any 1870 fins ara, albanesos que habitaven la regió van formar la "Lliga de Prizren" per oposar - se a la sobirania otomana. El 1877 la ciutat va esdevenir capital del vilayat de Kosovo de nova creació, al lloc del vilayat de Prizren; els albanesos rebels formarien un govern provisional el 1881. El 1888 la capital del vilayat va passar a Skoplje (Üsküb). Entre 1876 i 1913 els caps albanesos locals (a vegades enfrontats a l'Imperi) van imposar el terror al serbis ortodoxos de les ciutats. El 1910 Prisstina tenia 4.000 cases de les quals 3.200 eren habitades per musulmans (albanesos i turcs); altres minories eren els serbis, jueus, gitanos i txerquessos; els cristians habitaven 531 cases i els jueus 65.
El 1912, Pristina al costat de la resta de Kosovo va ser breument inclosa al recent estat independent d'Albània, però les forces sèrbies la van ocupar i a l'any següent, les grans potències de la zona van forçar a Albània a cedir la regió a Sèrbia. La ciutat va ser ètnicament mixta, amb grans comunitats d'albanesos i serbis mentre va començar llavors l'emigració dels turcs. El 1913 tenia 18.174 habitants. El 1915 fou ocupada pels búlgars però recuperada pels serbis el 1918, any en què la ciutat i tot el país de Kosovo fou inclosa al nou Regne dels Serbis, Croats i Eslovens, des de 1929 anomenat Regne de Iugoslàvia, però sense autonomia, privilegi que arribaria molts anys després. Els conflictes entre ambdós grups ètnics principals, albanesos i serbis, començaren a agreujar - se quan els albanesos de fe musulmana van ser deportats cap a Turquia com a conseqüència d'un programa de neteja ètnica aplicat per les autoritats sèrbies; els musulmans albanesos van ser identificats com a turcs i així enèrgicament desnonats de les cases dels seus avantpassats; a Turquia, molts albanesos van ser obligats a canviar els seus noms per altres d'origen turc i van ser enviats per les autoritats turques cap a les províncies habitades majoritàriament per armenis i grecs. El 1941 Pristina fou incorporada com tot el Kosovo i la Metohija al regne de la Gran Albània, sota el rei d'Itàlia i un govern feixista controlat primer per Itàlia (1941 - 1943) i després per Alemanya (1943 - 1944). Durant de la Segona Guerra Mundial, la població sèrbia de la ciutat es va veure reduïda, a causa de la persecució que els serbis van sofrir per les tropes nazis.

### Pristina després de la Segona Guerra Mundial
El 1946, Pristina es converteix en la capital de la Regió Socialista Autònoma de Kosovo (inicialment Kosovo i Metohija i després només Kosovo). Entre 1953 i 1999, la població va augmentar d'uns 24.000 a més de 300.000 habitants. Totes les comunitats nacionals van créixer durant aquest període, però el major augment es va donar a la població albanesa, a causa d'una creixent migració de les àrees rurals cap a la capital. Alguns historiadors (serbis sobretot) diuen que el règim de Tito veia de bon ull la substitució dels serbis (que emigraven al nord) per albanesos, però no hi ha dades clares sobre això. Des de 1953 a 1981, la població albanesa havia augmentat d'uns 9.000 a 76.000 habitants. Les poblacions sèrbies, en canvi, van augmentar d'una forma més modesta (de 8.000 el 1953 a 21.000 el 1981). Al començament dels anys 1980, la ciutat estava constituïda en un 70% per albanokosovars. Al final del règim de Tito la població albanesa (i altres musulmans com els pomacs, goranis i torbeš) era el 95% i la sèrbia el 5%; no quedaven jueus però si que hi havia gitanos.
Encara que Kosovo estava sota el mandat d'un membre albanès del Partit Comunista local, la disminució de l'economia i la inestabilitat política a finals dels anys 1960 i començaments de 1980 va conduir a brots de malestar nacionalista. El novembre de 1968, les protestes estudiantils de Belgrad es van estendre cap a la ciutat, però van ser reprimides per les forces de seguretat iugoslaves. Algunes demandes dels estudiants, no obstant això, van ser sadollades pel govern de Tito, incloent l'establiment de la Universitat de Pristina com una institució autònoma. Aquestes reformes es van establir després d'un llarg període on l'idioma albanès i la bandera albanesa estaven totalment prohibits.
El març de 1981, els estudiants de la Universitat de Pristina van agafar el control de l'edifici com a protesta per la mala qualitat dels aliments que el menjador universitari els brindava. Aquesta manifestació, aparentment sense importància, ràpidament va prendre caràcter nacional, estenent - se a tot Kosovo. En els mesos següents les manifestacions massives es van fer populars a Pristina i altres ciutats. La Presidència comunista iugoslava va manar reprimir les protestes, declarant l'estat d'emergència i provocant xocs entre manifestants i forces de seguretat. El resultat va ser de diversos morts, i molts estudiants detinguts i castigats.

### Pristina des de la Guerra de Kosovo fins a l'actualitat

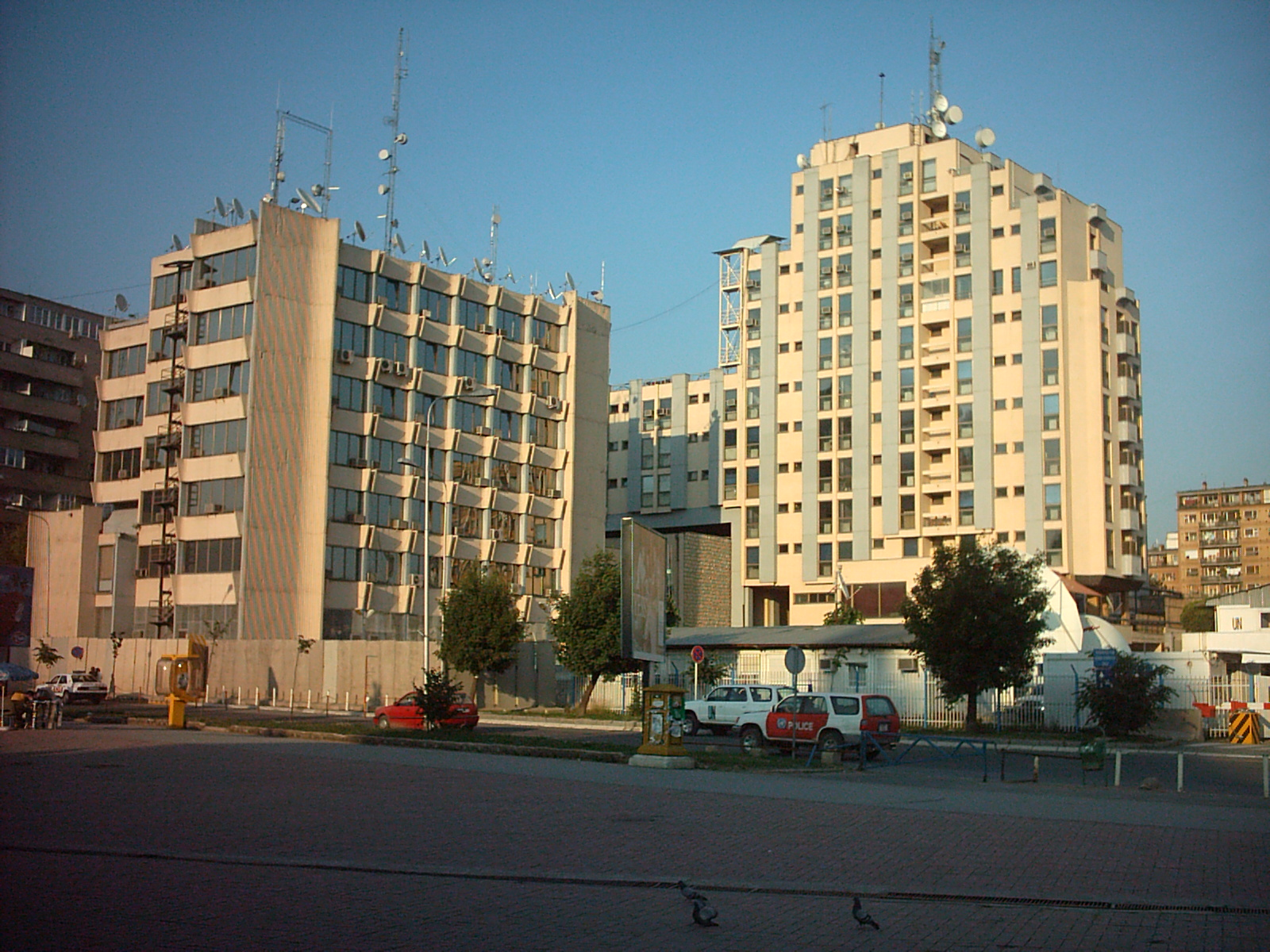
Torres de la UNMIK a Pristina

Després de la reducció de l'autonomia kosovar pel president serbi Slobodan Milošević el 1990, un règim severament repressiu cap a la comunitat albanesa va ser instal·lat a la ciutat i a tota la província, sent molts albanesos acomiadats de les indústries i institucions estatals.
La Universitat de Pristina va ser vista com un focus del nacionalisme albanès, és per això que va ser purgada. Es van acomiadar a 800 catedràtics albanesos i 22.500 de 23.000 estudiants van ser expulsats. En resposta al succeït, els albanokosovars establiren un "govern a l'ombra" sota l'autoritat de la Lliga Democràtica de Kosovo (LDK), conduïda per l'escriptor i intel·lectual Ibrahim Rugova. Encara que la ciutat formalment fos controlada per les autoritats sèrbies que el Govern de Milošević designava, el LDK va establir estructures paral·leles, finançades per contribucions d'empreses i institucions privades, de manera que tant l'educació com la salut fossin proporcionades als albanesos als quals en aquest moment el govern serbi els ho negava.
El rol que va complir el LDK a la ciutat va significar que quan l'Exèrcit d'Alliberament de Kosovo (ELK), va començar a atacar forces iugoslaves i sèrbies. A partir de 1996 en endavant, Pristina va romandre en pau fins al març de 1999 quan comença la Guerra de Kosovo. La ciutat va ser declarada en estat d'emergència a finals de març i grans àrees van ser assetjades. Després que les forces aèries de l'OTAN, comencessin a volar sobre Iugoslàvia el 24 de març de 1999, la violència esclata a Pristina. Forces sèrbies i iugoslaves al costat de paramilitars serbis van prendre diversos districtes de la ciutat, van expulsar, van assassinar i van saquejar en gran escala a les poblacions d'ètnia albanesa. Molts dels expulsats van ser duts en trens fins a la frontera amb Macedònia del Nord, on van ser abandonats i forçats a l'exili. El Departament d'Estat dels Estats Units va estimar el maig de 1999 que entre 100.000 i 120.000 persones havien estat expulsades de Pristina per les forces del govern i els paramilitars.
Diversos objectius estratègics de la ciutat van ser bombardejats per les forces de l'OTAN, però els atacs principals van ser, pel que sembla, destinats als veïnatges ocupats per les forces iugoslaves. Al final de la guerra, la majoria dels 40.000 ciutadans serbis es van escapar de Kosovo per temor a represàlies, molts d'ells de Pristina. Els pocs que van romandre van ser posteriorment víctimes de les quadrilles albaneses que buscaven venjança, disminuint encara més la població sèrbia sobre la ciutat. Altres grups ètnics acusats de col·laborar amb les forces sèrbies contra les poblacions albaneses, com els gitanos, van ser obligats a abandonar el lloc, a causa dels atacs dels nacionalistes albanesos. Els gitanos proalbanesos van formar un nou grup ètnic, els ashkali i així la comunitat va quedar dividida en dos grups: els roma (pro-serbis) i els ashkali (proalbanesos). Segons l'Alt comissionat de les Nacions Unides per als refugiats (ACNUR), l'agost de 1999 almenys 2.000 serbis van deixar la ciutat. No obstant això, el nombre d'exiliats serbis va sofrir un gran augment després dels disturbis de Kosovo el 2004.
Pristina és actualment la ciutat més gran de Kosovo i capital del territori on el Parlament el 17 de febrer de 2008 va proclamar la independència unilateral sent reconegut per la comunitat internacional (excepte algunes dictadures com Xina o estats de baixa qualitat democràtica com Rússia i Espanya) i sent validada la independència com legal d'acord amb les normes internacionals per la sentència del tribunal Internacional de Justícia de l'ONU amb seu a la Haia del juliol del 2010 que establia que "no hi cap norma internacional que prohibeixi una declaració unilateral d'independència per un parlament elegit democràticament" (el que implicava que no sols no hi havia prohibició sinó que ja no hi podria ser mai en establir aquesta sentència un precedent que no podrà ser obviat en el futur). Des del final de la guerra, la ciutat ha tornat a créixer i és el principal centre econòmic, polític i cultural de Kosovo.

## Economia
L'economia de la ciutat depèn de manera especial dels sectors de l'alimentació, els productes farmacèutics, la joieria i els tèxtils. En la localitat propera de Sllatina (en albanès) o Slatina (en serbi), s'hi troba l'Aeroport de Pristina, únic aeroport internacional de Kosovo.
Les fonts d'ocupació principals són les organitzacions internacionals UNMIK, OSCE i UE. Hi ha al voltant de 1.200 empreses locals i diverses organitzacions no governamentals internacionals.
La línia telefònica va ser modernitzada i existeixen empreses de telefonia mòbil que també es poden trobar en països occidentals. El servei d'Internet cobreix gran part de la ciutat.
L'any 1960 es va fundar la Universitat de Pristina, única universitat de Kosovo. Durant l'època iugoslava, les classes s'impartien en serbocroata. Des del final de la guerra, la universitat utilitza gairebé de manera exclusiva l'albanès com llengua d'instrucció.

## Política
La política està dominada clarament per la Lliga Democràtica de Kosovo, secundada per altres partits més petits, també d'origen albanokosovar, com el PDK i l'AAK, aquests últims són considerats com els successors polítics de l'Exèrcit d'Alliberament de Kosovo.
La legislatura de la ciutat està conformada per 51 membres i des de 2002, les banques estan ocupades pels següents partits:
- 29 Lliga Democràtica de Kosovo
- 13 PDK
- 4 AAK
- 5 repartides entre membres representants de minories ètniques i petits partits albano-kosovars.

L'actual alcalde de la ciutat és Isa Mustafa, representant del LDK.

## Personatges il·lustres de la ciutat
- Milutin, monarca serbi (1282-1321)
- Hasan Prishtina, escriptor albanès
- Memli Krasniqi, polític
- Lorik Cana, jugador de futbol albanès
- Ibrahim Rugova, polític i president de Kosovo (1944 - 2006)